# Cyrano z Bergeracu (Tamberg)
Cyrano z Bergeracu (v estonském originále Cyrano de Bergerac), op. 45, je romantická opera ve třech dějstvích a epilogu estonského skladatele Eina Tamberga na libreto Jaana Krosse. Byla dokončena roku 1974 a měla premiéru 2. července 1976 v divadle Estonia v Tallinnu.

## Vznik, historie a charakteristika opery
Významný estonský skladatel Eino Tamberg se prosadil na hudební scéně od 50. let 20. století. Až na krátkou periodu v 60. letech (Toccata pro orchestr, 1967) se ve své tvorbě vyhýbal jak atonalitě a avantgardním skladatelským technikám, tak folklorismu, a jeho tvorba se nesla převážně ve stylu novoklasicismu, jehož byl Tomberg v Estonsku nejvýznamnějším představitelem. To platí o jeho první opeře Železný dům (Raudne kodu) z roku 1965, kterou lze považovat za dílo socialistického realismu, baletu Joanna tentata (1971), jeho zřejmě nejpopulárnější skladby – koncertu pro trubku z roku 1972, jakož i o jeho druhé opeře dokončené roku 1974, kterou Tamberg přímo nazval „romantická opera“.
Tamberg později popisoval, že jej na námětu Rostandovy známé hry přivábila právě „vřelost“, kterou v té době právě hledal. „Tento nový námět mne fascinoval svou citovostí, myšlenkami a mnohostranností. Člověk se málokdy setkává s tak výjimečnou a bohatou osobností, jako je Cyrano. Je jemnocitným básníkem i kurážným šermířem. Jeho škála citů sahá od jiskřivé komiky po hlubokou tragiku, se svými představenými jedná hrdě a zpříma, oškliví si poníženost a patolízalství, ve své práci nezná kompromisu a jako člověk je odhodlán ke každé oběti. Má elegantní a třpytivou fantazii, ve které se dokáže zcela utopit. […] Protože je Cyrano obklopen celou paletou brilantně načrtnutých postav a celá hra vyzařuje atmosféru zvláštní ušlechtilosti a přátelskosti, bylo mi jasné, že se mi zde nabízí příležitost uskutečnit své hudební záměry a osvobodit se od všeho nastřádaného napětí.“ Tamberg se s dílem setkal v překladu významného estonského spisovatele a překladatele (mj. Shakespeara, Carrolla, Balzaca, Paula Éluarda a Brechta) Jaana Krosse a podařilo se mu přesvědčit autora k vypracování libreta.
Premiéra se konala v Tallinnu roku 1976 a hrála se zde se zvláštním úspěchem mnoho let, estonský rozhlas pořídil i její nahrávku, která byla vydána na LP. Estonská národní opera připravila další inscenaci Cyrana z Bergeracu v roce 1995 a obnovila ji roku 2005; ta je dosud (2015) na repertoáru divadla. Mimo Estonsko byla Tambergova opera uvedena pouze v olomouckém divadle (1982). Jedná se o dosud (2015) jedinou estonskou operu uvedenou v českých zemích.
Cyrano z Bergeracu je z hlediska struktury i hudebního materiálu tradiční romantickou operou: strukturou skládající se z recitativů, árií a sborů připomíná raně barokní francouzskou operu (odkaz na dobu děje), zatímco využití příznačných motivů je jedním ze znaků poukazujících na hudbu doby pozdního romantismu, slohu Rostandovy hry. V této opeře Tamberg ostatně podle svých slov „mohl uspokojit svou tehdejší potřebu melodické, romantikou nasycené hudby“. S Železným domem srovnával Cyrana takto: „Jestliže jsem v Železném domě kladl hlavní důraz na principy hudebního dramatu, [...] tak v Cyranovi jsem se snažil o opernost v jejím klasickém významu – jak co do hudebního jazyka, tak co do formálního uspořádání.“ Kritik Stephen Pettitt v The Sunday Times o opeře sice poznamenal, že „nemá žádný originální přístup k operní umělecké forme“, ale přesto „nezní reakcionářsky, protože Tambergovou odpovědí je ryzí pravdivost a plná empatie s hrdinou“. Robert Levine na Classics Today popisuje Cyrana z Bergeracu jako „krásně orchestrovaný, […] naplněný áriemi, duety a sborovými vstupy. Děj je plynulý a přirozený, orchestr komentuje postavy a pomáhá nám je poznat, a jsou zde mnohé líbezné melodie rozeseté mezi občasným satirickým komentářem orchestru. Sentimentální scény […] nejsou nikdy unylé. Jsou posluchači předloženy bez přílišného zdůraznění a svou stručností a přímostí jsou nesmírně účinné.“

## Osoby
| Postava                                                                                       | Hlasový obor | Obsazení české inscenace (1982)     |
| --------------------------------------------------------------------------------------------- | ------------ | ----------------------------------- |
| Cyrano de Bergerac                                                                            | baryton      | Richard Haan / Jaroslav Majtner     |
| Roxana (Roxane), Cyranova sestřenice                                                          | soprán       | Jana Majtnerová / Naďa Patriková    |
| Kristián (Christian) de Neuvilette, mladý kadet                                               | tenor        | Michael Böhm / Ladislav Malínek     |
| Hrabě de Guiche                                                                               | bas          | Pavel Stejskal / Josef Šulista      |
| Roxanina dueňa                                                                                | mezzosoprán  | Amálie Kadlčíková / Jana Regalová   |
| kapitán Castel-Jaloux, velitel gaskoňského oddílu, Cyranův přítel (v české inscenaci Le Bret) | bas          | Hynek Maxa / Vladimír Kyas          |
| Ragueneau, paštikář a básník                                                                  | tenor        | Jan Pleticha / Konrád Tuček         |
| Líza (Lise), jeho žena                                                                        | soprán       | Vlasta Ployharová / Iveta Žižlavská |
| Kapucín                                                                                       | tenor        | Jan Koubek                          |
| 1. básník                                                                                     | …            | Václav Eremiáš                      |
| 2. básník                                                                                     | …            | Jaromír Březina                     |
| 3. básník                                                                                     | …            | Jiří Kalendovský                    |
| 1. kadet                                                                                      | …            | Josef Sitko                         |
| 2. kadet                                                                                      | …            | Jiří Kučera                         |
| 3. kadet                                                                                      | …            | Lubomír Hradil                      |
| Kadeti, řeholnice                                                                             |              |                                     |
| Dirigent:                                                                                     | Dirigent:    | Reginald Kefer                      |
| Režie:                                                                                        | Režie:       | Jiří Glogar                         |
| Výprava:                                                                                      | Výprava:     | Jiří Procházka                      |
| Kostýmy:                                                                                      | Kostýmy:     | Eliška Zapletalová                  |

## Děj opery

### 1. dějství
(Pařížská ulice s Raguenauovou paštikárnou, v noci) Cyrano de Bergerac, smělý důstojník gaskoňského oddílu a vynalézavý básník, se právě vrací z bitky s celou hordou násilníků. Jeho radost z vítězství kalí vzpomínka na jeho sestřenici Roxanu, kterou potají miluje. Domnívá se, že ani jeho odvaha, ani důvtip mu nedovedou získat její lásky, když mu tvář hyzdí obrovský nos. Jiskřička naděje v něm sice plane, je ale tak malá, že se nikdy neodhodlá svěřit se zbožňované krásce se svými city (Cyranův monolog Hahoo! Mu kiire mõõga eest see palgaliste mõrtsukate kapi).
Ulicí prochází i mladý pohledný kadet Kristián – je teprve druhý týden v Paříži a již je po uši zamilován do Roxany, již spatřil jen zdálky několikrát v divadle. Ale Roxana je velmi duchaplná a vzdělaná a Kristián, který nemá s dvořením se dámám zkušenost a svůj intelekt posuzuje spíše kriticky, se neodvažuje ji oslovit (Kristiánova kavatina Lalalaa… Teist nädalat Pariisis ja rängalt armund niisiis).
Paštikář Ragueneau se svou ženou Lízou otevírají krám. Ragueneau manželce vypráví o Cyranově posledním kousku: Básník Lignière se ve své básni vysmál Richelieuovu synovci hraběti de Guiche, kterého sličná Roxana již po několikáté odmítla, a rozzlobený hrabě na něj poslal stovku nájemných ničemů. Cyrano však přišel příteli na pomoc a násilníky rozehnal. Líza má za to, že se Cyrano příliš rád bije a jednou si narazí ten svůj nos. Objevuje se Roxanina dueňa a nechává Cyranovi po paštikáři vzkazovat, že se s ním Roxana musí za chvíli sejít.
Cyrano nemůže uvěřit svým uším: domnívá se, že Roxaně možná přece jen není lhostejný. Protože si však netroufá jí vyznat lásku do očí, píše jí své vyznání dopisem (Cyranovo arioso Ta on kell seitse siin…). Zatímco uměnímilovný Ragueneau k velké zlosti své choti hostí tři ošuntělé básníky, kteří pějí chválu hostiteli i statečnému Cyranovi, jehož činu je plné město, dokončuje Cyrano svůj dopis – bez podpisu, protože jej chce předat osobně.
A už přichází Roxana, ve velkých rozpacích, protože důvod její návštěvy je bláhový a pro Cyrana jistě směšný. Nejprve mu připomíná, jak spolu trávili dětství a jak si byli vždy blízcí, vyptává se na původ jeho šrámů a snaží se je ošetřit, a pak se mu konečně odhodlá svěřit: Zamilovala se do jistého chudého muže, který ji sám miluje, ale neodvažuje se k tomu přiznat, je důstojníkem v gaskoňském regimentu – a je krásný. Teprve toto poslední slovo Cyrana šokem vyvede z omylu. Roxana vypráví, že jejím vyvoleným je baron Kristián de Neuvillette, právě převelený k Cyranovi oddílu, a prosí Cyrana, aby nad ním držel ochrannou ruku. Zdrcený Cyrano na sobě nedává nic znát a slibuje (arioso Roxany a její duet s Cyranem Kabelisse tõtta nüüd… Nii siis on saabunud see õnnistatud hetk).
V tomto okamžiku přicházejí gaskoňští kadeti se svým kapitánem Jalouxem i vrchním velitelem hrabětem de Guiche, provolávají slávu svému kamarádu Cyranovi (sbor Ju-hun, ho-hoo, he-hee Cyrano!). De Guiche nabízí Cyranovi zaměstnání u svého strýce, ale Cyrano odmítá myšlenku, že by měl při svém psaní někoho poslouchat. Když kadeti přinášejí klobouk s péry, který našli v křoví u místa šarvátky, de Guiche se hlásí ke svému majetku i k tomu, že vrahy na Lignièra poslal on. Vyslovuje svůj obdiv Cyranovi, ale varuje ho, aby si nepočínal jako Don Quijote a nebojoval proti větrným mlýnům, jejich lopatky ho mohou semlít. Ale Cyrano opáčí: „Nebo vynést ke hvězdám!“
Pak musí Cyrano vyprávět kadetům své zážitky z dnešní noci (Cyranovo vyprávění Noh, läksin mööda kaid, ei kõppu ega kippu). Mezi nimi je i Kristián. Ostatní jej považují za bázlivce, protože není pravý Gaskoněc, a aby jim dokázal opak, provokuje Kristián nejodvážnějšího a nejprchlivějšího z nich – Cyrana. Přes varování, kterého se mu dostalo, přerušuje Cyranovo vyprávění vždy zmínkou o nosu. Cyrano se nejprve ovládá, ale pak všechny až na Kristiána zlostně vyžene. Nevyzývá však Kristiána k souboji (jak se ten domníval), ale zdraví jej jako Roxanin bratranec. Sděluje mu, že Roxana je mu příznivě nakloněna a že od něj očekává dopis. To Kristiána vyděsí: slova jej vždycky nechají na holičkách, jeho šance je ztracena. Kéž by měl vtip a styl!
Cyrana při pohledu na Kristiána napadá zkombinovat jejich vzájemné přednosti a nabízí mu svou pomoc, včetně připraveného milostného dopisu – „takové my básníci nosíme vždy po kapsách“ (duet Roxane ei pettuks eal). Kristián jej vděčně objímá a v tom okamžiku je překvapí vracející se kadeti. Co se stalo, že by Cyrano již nebyl na zmínky o svém nose tak choulostivý? Ale ten hned dokazuje, že výjimka jen potvrzuje pravidlo a že kdo pronese v jeho přítomnosti slovo „nos“, bude brzy čichat kvítí zespodu…

### 2. dějství
(Před Roxaniným domem, večer) Roxana je rozechvělá pod dojmem Kristiánova krásného dopisu a z očekávání jejich brzkého prvního dostaveníčka. Teď, když zná jeho vnitřní povahu, jej miluje tím více (árie Ju õhtune on õu ja loojang läidab taeva). Její štěstí kalí jen pomyšlení na de Guiche, a tím spíše jeho nenadálý příchod. Hrabě se s ní přišel rozloučit, protože nazítří má jeho pluk – včetně oddílu gaskoňských kadetů – odejít do boje k Arrasu. De Guiche se chce stále Cyranovi pomstít a Roxana která by přirozeně chtěla udržet Kristiána ve své blízkosti – hraběti lstivě navrhuje, aby bojovného Cyrana potrestal tím, že zanechá jeho oddíl nečinně v Paříži. De Guiche nejen svolí, ale vkládá si Roxanin návrh jako (první) projev přízně k němu. Naléhá tedy na pozdější schůzku a Roxana se jej jen obtížně zbavuje (duet Ma tulin teatama a arioso de Guiche Oo, teete hulluks mu).
Brzy se objeví Cyrano, aby Roxanu připravil na Kristiánův příchod. Ta mu vypráví, jak Kristián srší důvtipem, snad i více než sám Cyrano. Na druhé straně Kristián má přetvářky dost a chce Roxaně vyznat lásku sám bez cizí pomoci. Avšak jeho konverzace sestává jen ze slov „miluji Vás velmi“, což rozdychtěnou Roxanu silně rozčaruje a ta Kristiána s výsměchem zanechává na ulici.
Kristián je nucen se spolehnout na Cyrana. Tomu se podaří vyvolat Roxanu zpět na balkón, ale původní plán – že Cyrano bude našeptávat Kristiánovi slova – nefunguje a nakonec Cyrano na setmělé ulici zaujímá Kristiánovo místo. Vyznává Roxaně lásku tak poeticky, že ta zcela zjihne. Kristián – Cyranovými slovy – na ní vymámí slib polibku a Roxana jej pouští dovnitř (balkónová scéna Arm kasvab põues mul…).
Z blízkého kláštera, kde se ukryl de Guiche, přichází kapucín a nese Roxane psaní od hraběte: oznamuje jí, že se od ní nedokázal vzdálit a že ji za chvíli navštíví. Roxana duchapřítomně tlumočí mnichovi obsah dopisu v tom smyslu, že ji má ihned oddat s Kristiánem. Cyrano zůstává na ulici, aby hraběte případně zadržel, dokud obřad neskončí.
De Guiche opravdu vzápětí přichází a Cyrano se před ním vydává za člověka, který právě spadl z Měsíce. Popisuje užaslému hraběti šest způsobů, jakými se lze na Lunu dostat (Cyranova historka o letu na Měsíc Kõrgelt langedes on alati see oht). Než de Guiche lest prohlédne a pozná Cyrana, jsou Kristián a Roxana oddáni. De Guiche však má poslední slovo: hned ráno gaskoňský pluk i s Cyranem a Kristiánem rukuje do války.

### 3. dějství
(Vojenský tábor pod Arrasem) Gaskoňský oddíl je obklíčený a vyhladovělý. Kapitán Castel-Jaloux vzpomíná na rodný kraj (arioso Kui imelise on need kodunurga lood). Cyrano se vrací z nebezpečné výpravy přes nepřátelskou linii, kterou podniká každý den s dopisem pro Roxanu, a spěchá napsat další. Kristián ve snu vzpomíná na Roxanu, kterou vroucně miluje a se kterou je nyní spojen jen cizími slovy (árie Oh, Roxane, veel snigatada unne).
Přichází hrabě de Guiche oznámit, že nepřítel hodlá dnes provést hlavní útok a že jej de Guiche dokázal falešnou zprávou nasměrovat právě na gaskoňské pozice. To je jeho poslední pomsta. Kristián žádá Cyrana, aby za něj napsal Roxaně dopis na rozloučenou – a Cyrano jej již má připraven a předává ho příteli.
Tu se objeví kočár z nepřátelské strany. Je v něm Roxana, kterou Španělé nechali z dvornosti projet. Hodlá s vojskem zůstat i během bitvy – a v tom případě zůstává i hrabě de Guiche. Nejprve se však mohou vojáci posílit, neboť kočím je paštikář Ragueneau, jenž spolu s Roxaninou dueňou vytahují z kočáru plno jídla a pití (hodovní píseň Muhärrad, teid söömaga tervitan ma!).
Roxana si mezitím může po samotě promluvit s Kristiánem: vypráví mu, že ji sem do nebezpečí přivedly jeho nádherné vroucí dopisy. Omlouvá se manželovi, že jej kdysi milovala pro jeho vzhled: teď by mohl být ošklivý jak noc, ona miluje jeho ducha. To Kristiána rozruší. Posílá Roxanu pryč a konfrontuje Cyrana: je mu nyní jasné, že on Roxanu rovněž miluje a že Roxana nevědomky miluje jeho. Ukládá Cyranovi, aby Roxaně vyjevil celou pravdu a nechal ji rozhodnout mezi nimi dvěma. Cyrano hovoří s Roxanou a ta mu potvrzuje svá předchozí slova. Než jí však Cyrano stačí vše vysvětlit, začne španělský útok a první střelou je zabit Kristián. Roxana zdvihá z jeho prsou krví smáčený dopis a Cyrano si uvědomuje, že nyní mu nezbývá než navždy mlčet.

### Epilog
(Klášter, kde žije Roxana) Jeptišky zpívají večerní modlitbu (sbor Tu solatium et refugium, Virgo Mater Maria). Roxana již patnáct let žije v ústraní kláštera s Kristiánovým posledním dopisem v záňadří a Cyrano ji každou sobotu navštěvuje. Přichází Castel-Jaloux a hovoří s Roxaninou dueňou: Cyrano si udělal mnoho nepřátel a hrabě de Guiche mu posílá varování, neboť se dozvěděl o úkladech o Cyranův život. Ale je již pozdě, přibíhá Ragueneau a vypráví, že neznámý vrah shodil Cyranovi na hlavu poleno. Paštikář přítele ošetřil a uložil do postele, každá námaha však zraněného může zabít.
Zatím nic netušící Roxana očekává Cyrana a je překvapena, když ten přichází s malým zpožděním. Cyrano ji žádá, aby si mohl konečně přečíst Kristiánův dopis na rozloučenou. Roxana svoluje a žádá jej, aby četl nahlas. Přitom však s hrůzou zjišťuje, že ho Cyrano zná nazpaměť, a poznává i jeho hlas, jak jej kdysi slyšela zpod balkónu. Nyní chápe vše – i to, proč mlčel. Ale teprve když zděšení Ragueneau a Castel-Jaloux volají, že si Cyrano opuštěním lůžka přivodil smrt, pochopí i důvod, proč právě dnes jí Cyrano své tajemství prozradil. „Milovala jsem jen jednoho, a ztrácím ho dvakrát.“
Cyrano se chystá k poslední cestě na Měsíc a vyzývá na souboj své odvěké nepřátele: věrolomnost, předsudek, zbabělost a hloupost – v tomto boji nepodlehl (monolog Nüüd vabandage, mul on juba minna kiire).

## Diskografie
- 1981 (LP Melodija С10 16149-52). Zpívají (Cyrano) Teo Maiste, (Roxana) Anu Kaal, (dueňa) Urve Tauts, (Kristián) Hendrik Krumm, (de Guiche) Ervin Kärvet, (Castel-Jaloux) Uno Kreen, (Ragueneau) Tiit Tralla, (Líza) Haili Sammelselg, (kapucín) Mait Robas. Sbor a orchestr Státního akademického divadla „Estonia“ řídí Eri Klas.[8]

- 1999–2000 (CD 2004, CPO 999 832-2) Zpívají: (Cyrano de Bergerac) Sauli Tiilikainen, (Roxana) Mia Huhta, (Kristián) Mati Kõrts, (de Guiche) Jassi Zahharov, (dueňa) Riina Airenne, (Castel-Jaloux) Rauno Elp, (Ragueneau) Juhan Tralla, (Líza) Margit Saulep, (kapucín) Ivo Kuusk, (tři básníci) Vaïno Karo, Priit Kruusement, Ain Anger, (dva kadeti) Ants Kollo, Priit Kruusement. Orchestr a sbor Estonské národní opery řídí Paul Mägi.[1]